# كينتارو نيشيمورا
كينتارو نيشيمورا (باليابانية: 西村健太朗؛ بالكانا: にしむら けんたろう) هو لاعب كرة قاعدة ياباني، ولد في 10 مايو 1985 في فوتشو في اليابان.

## وصلات خارجية
- كينتارو نيشيمورا على موقع الدوري الياباني لكرة القاعدة (الإنجليزية)
- كينتارو نيشيمورا على موقعبيزبول رفرنس.كوم (الدوري الثانوي) (الإنجليزية)